# FIFA 11
FIFA 11 és un videojoc basat en el futbol, la dinovena entrega de la saga FIFA. El seu desenvolupador és Electronic Arts (EA). El seu llançament a Europa es va produir el dia 1 d'octubre del 2010 i el 28 del mes anterior a Amèrica. FIFA 11 és el videojoc successor de FIFA 10.
Està disponible en les plataformes Microsoft Windows, iOS, Nintendo DS, PlayStation 2, PlayStation 3, PlayStation Portable, Wii, Xbox 360. La demo es pot baixar a Europa partir del 15 de setembre del 2010 per l'Xbox 360, PlayStation3, i PC. Aquesta última des de la mateixa pàgina oficial del joc. Els equips disponibles per jugar un partit d'exhibició són el Chelsea FC, el FC Barcelona, el Reial Madrid, la Juventus FC, el Bayer Leverkusen i l'Olímpic de Lió.

## Lligues
| - Austràlia - A-League - Austria - Austrian Football Bundesliga - Bèlgica - Belgian Pro League - Brasil - Campeonato Brasileiro Série A - República Txeca - Gambrinus liga - Dinamarca - Danish Superliga - Anglaterra - Premier League - Football League Championship - Football League One - Football League Two - França - Ligue 1 - Ligue 2 - Alemanya - Fußball-Bundesliga - 2. Fußball-Bundesliga - Rep. d'Irlanda - Lliga of Ireland Premier Division - Itàlia - Serie A - Serie B | - Corea - K-League - Mèxic - Primera División de México - Netherlands - Eredivisie - Noruega - Tippeligaen - Polònia - Ekstraklasa - Portugal - Portuguese Liga - Rússia - Russian Premier League - Escòcia - Scottish Premier League - Espanya - La Liga - Segona Divisió - Suècia - Allsvenskan - Suïssa - Swiss Super League - Turquia - Süper Lig - Estats Units - Major League Soccer |